# Laurence Juber
Laurence Juber (Stepney, 12 novembre 1952) è un chitarrista inglese, conosciuto soprattutto per aver suonato come solista nei Wings.
Entrò a far parte dei Wings nel 1978, per rimanerci fino al 1981. Successivamente divenne un musicista da studio, suonando in vari show televisivi, fra cui Happy Days e Casa Keaton.
Nel 1990 registrò il suo primo album da solista, Solo Flight.
Juber iniziò come chitarrista fingerstyle, e dai lettori della rivista Fingerstyle guitar fu votato come Chitarrista dell'anno.
Ha suonato in vari dischi di Al Stewart.
Ha suonato la chitarra classica con Lucio Battisti nell'album Una donna per amico, nel brano Donna selvaggia donna.